# فتوحات إسلامية
الْفُتُوحَاتُ الْإسْلَامِيَّة أو فتوح المسلمين وتُذكر في بعض المصادر ذات الصبغة القومية بالفتوحات العربية، هي عدة حروب خاضها المسلمون بعد وفاة النبي محمد ضد بيزنطة والفرس والبربر والقوط في السنوات ما بين (632م–732م) في العهدين الراشدي والأموي، كان من نتائج الغزوات سقوط مملكة الفرس وفقدان البيزنطيين لأقاليمهم في الشام وشمال أفريقيا ومصر إضافة إلى نشر الإسلام واللغة العربية معه، وبدء ظهور الحضارة الإسلامية.

## تاريخ

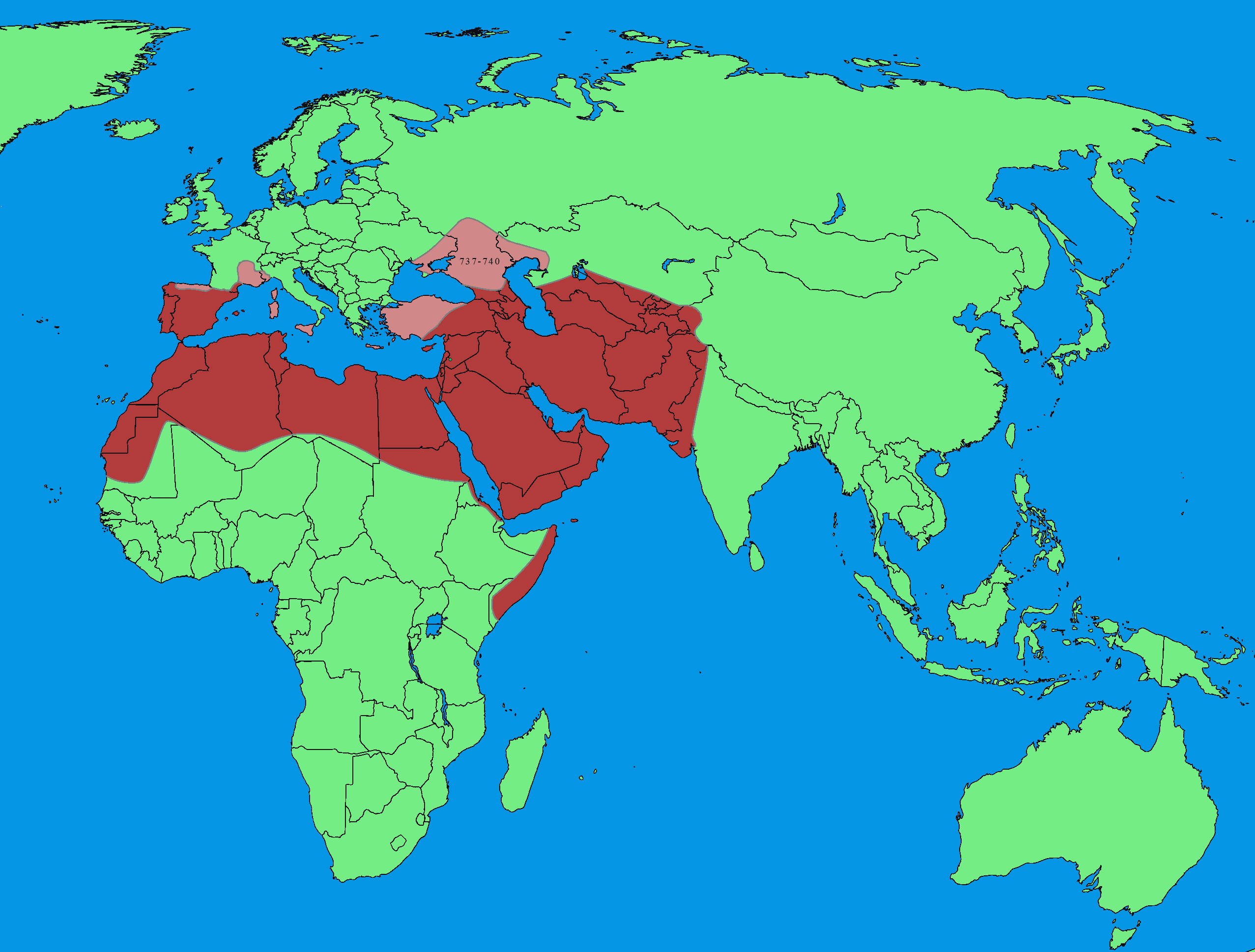
أقصى ما وصلت إليه الفتوحات الإسلامية في عهد الخلافة الأموية، حيث شملت بلاد الخزر كاملة بين عامي 737م و740م
مناطق حكمها الأمويون قبل عام 750م
الدولة الأموية في عام 750م

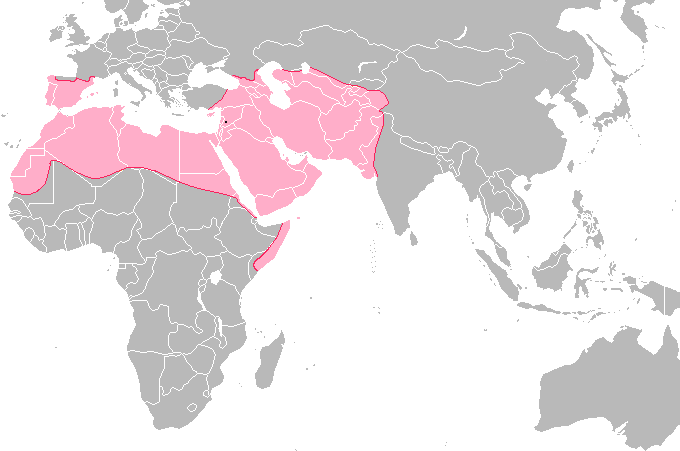
الدولة الأموية عام 750م

بعد وفاة الرسول في المدينة اُختير أبو بكر خلفاً له وحارب قبائل العرب في ما يسمى حروب الردة وبعدها استولى المسلمون على بلاد الروم البيزنطيين والفرس الساسانيين. فسيطروا على الشام ومصر والعراق وفارس. وظلت الخلافة الراشدة مدة ثلاثين عاما (632 – 661 م). وفي عهد الخليفة عمر بن الخطاب أقيمت أول المدن الإسلامية كالكوفة والفسطاط ومدن إسلامية عديدة، وفتح الأمويين سجستان بما يعرف فتح سجستان.
تأسست الدولة الأموية (661م - 750م) وكانت عاصمتها دمشق وحكمت حوالي قرن. وكانت تمتد من غربي الصين إلى جنوب فرنسا حيث كانت الغزوات الإسلامية وقتئذ تمتد من شمال أفريقيا إلى إسبانيا وجنوب فرنسا غرب أوروبا, وبالسند وسط آسيا وفيما وراء نهري جيحون وسيحون. وأقيمت المؤسسات الإسلامية والمساجد والمكتبات في كل المناطق التي فتحها الأمويون.
وحاول الأمويون بدمشق فتح مدينة القسطنطينية عام 717م. وإبان حكمهم فتحوا جميع بلاد شمال أفريقيا. وكان أول نزول لقوات إسلامية في عصر الدولة الأموية وضمت أرض الأندلس بشبه جزيرة إيبيريا (أسبانيا والبرتغال). فكان أول انتصار للمسلمين هناك عام 92 هجرية (711 م) في معركة وادي البرباط, لتبدأ مسيرة الفتوحات الإسلامية بجنوب إيطاليا وصقلية. فلقد بلغت الجيوش الإسلامية برنديزي والبندقية بإيطاليا على البحر الأدرياتيكي. وخضعت كل جزر البحر الأبيض المتوسط من إقريطش شرقا حتى قورشقة غربا للحكم الإسلامي [بحاجة لمصدر].
وكانت الخلافة الأموية الثانية بالأندلس 756 – 1031 م عاصمتها قرطبة التي شيدها الأمويون على غرار عاصمتهم دمشق. وكانت أكبر مدينة في أوروبا. وحكموا الأندلس زهاء ثمانية قرون حتى قسمتها التناحرات السياسية بين العائلات الحاكمة لدويلات أدت إلى سقوط الحكم الإسلامي. ولا سيما بعد سقوط مملكة غرناطة بيد الملوك الكاثوليك عام 1492 م فريناندو وإيزابيلا. وعندما كانت الحضارة الأندلسية في أوجها، كانت موقعة بواتييه (بلاط الشهداء) قرب تولوز بوسط فرنسا قد أوقفت المد الإسلامي الكاسح لشمالها. حيث لم ينتصر عبد الرحمن الغافقي على الفرنجة عام 114 هجرية (732 م) إذ قتل بها في معركة بلاط الشهداء. لكنهم رغم هذه الهزيمة واصلوا فتوحاتهم حتى أصبحت تولوز وليون ونهر اللوار تحت السيادة الإسلامية ولكن كان فتحهم لتولوز لفترة قصيرة تبلغ ثلاثة أشهر نجح بعدها الدوق أودو (الذي يعرف بيودس) الذي ترك المدينة للبحث عن المساعدة من العودة مع جيش لينتصر على الجيوش الإسلامية في معركة تولوز في 9 يونيو، 721م. وكان المسلمون قد بلغوا نهر السين وبوردو وجنوب إيطاليا (أطلقوا عليه البر الطويل).
وما بين سنتي 910م و1171 م، كان ظهور السلاجقة في المشرق والفاطميّون بالقاهرة والأيوبيّين والمماليك في الشام ومصر. وكانت الحملات الصليبية على سوريا وفلسطين ومصر والسيطرة على القدس. وفي عام1187م تمكن صلاح الدين من السيطرة على القدس وانتزاعها من الصليبيين.
وكان إحراق المغول التتار لبغداد عام 1258 م بعدما كانت عاصمة للخلافة العباسية خمسة قرون. وكان المغول وثنيين لكنهم أسلموا عند عودتهم. فكانوا للإسلام داعين ومبشرين له بين قبائلهم. وأقاموا تحت ظلاله الإمبراطوريات والممالك الإسلامية بأفغانستان وباكستان وشبه القارة الهندية وبالملتان والبنغال وآسيا الوسطى وأذربيجان والقوقاز والشيشان وفارس وغيرها من بلدان المشرق الإسلامي. حيث أقاموا الحضارة الإسلامية المغولية والتركية التي ما زالت أوابدها ماثلة حتى اليوم. وكان تيمورلنك قد أقام الإمبراطورية التيمورية عام(1379م - 1401 م) وكانت العاصمة سمرقند بوسط آسيا. وقد حكم إيران والعراق والشام وحتى الهند. وكانت وقتئذ طرق القوافل التجارية العالمية تحت سيطرة المسلمين. سواء طريق الحرير الشهير أو تجارة المحيط الهندي بين الشرق الأقصى وشرق أفريقيا. وكان السقوط الأخير للقسطنطينية(عام 1453 م), عاصمة الإمبراطورية البيزنطية(الروم). وكان هذا السقوط علي يد محمد الفاتح العثماني. وأطلق عليها إسلام بول (إستانبول) بعدما جعلها عاصمة للخلافة العثمانية (الدولة العثمانية) (1350م - 1924 م). وكان لسقوط القسطنطينية صداه في العالم الإسلامي كله حيث أقيمت الزينات بدمشق والقاهرة وشمال أفريقيا لأن هذا النصر كان نهاية للكنيسة الشرقية ولاسيما بعد تحويل مقرها إلى أيا صوفيا. ثم أستطاع العثمانيون غزو رومانيا والصرب والبوسنة والهرسك والمجر وألبانيا واليونان وجورجيا (بلاد الكرج) وكرواتيا وأجزاء شاسعة من روسيا (القوقاز) وأوكرانيا (القرم)[بحاجة لمصدر].ولقد حاصروا فيينا قلب أوروبا المسيحية ثلاث مرات أيضا. وحشد البابا في الفاتيكان قوات أوروبا لوقف الزحف الإسلامي وأستطاع أن يرد العثمانيين بعد بقائهم لمدة شهرين فقط في معركة فيينا في 1683م. ومن بعدها كان خبز الكرواسون ومعناه الهلال (بالفرنسية) يصنع على هيئة الهلال ليأكله الأوربيون في أعيادهم للاحتفال بالانتصار على العثمانيين الذي كان علمهم يحتوي على هلال وكل هذا فضلا عن بلوغ التتار المسلمين القوة التي مكنتهم من محاصرة موسكو وغزوها لولا ان قبل أهلها بدفه الجزية للتتار المسلمين.
في ظلال الحكم الإسلامي ظهرت مدن تاريخية منها ما كان قائما وازدهر ومنها ما هو جديد كالكوفة وحلب وحمص والبصرة ودمشق وبغداد والرافقة الرقة والفسطاط والقيروان وفاس ومراكش والمهدية والجزائر وقرطلة وغيرها. وقد خلفت الحضارة الإسلامية مدنا متحفية تعبر عن العمارة الإسلامية كإستانبول بمساجدها ودمشق بعمائرها الإسلامية والقاهرة وحلب والمهدية والقيروان بتونس وبخارى وسمرقند وحيدر أباد وقندهار وبلخ وترمذ وغزنة وبوزجان وطليطلة وقرطبة وإشبيلية ومرسية وأصفهان وتبريز ونيقية وغيرها من المدن الإسلامية.

## تعاليم الإسلام في الفتح[8][9]
تقضي تعاليم الإسلام بأنه إذا أراد المسلمون غزو بلد وجب عليهم أولاً أن يدعوا أهله إلى الدخول في الإسلام، فأن أسلموا كانوا هم وسائر المسلمين سواء، وإن لم يسلموا دعوهم إلى أن يُسلّموا بلادهم للمسلمين يحكمونها، ويبقوا على دينهم إن شاءوا ويدفعوا الجزية، فإن قبلوا ذلك كانوا هم والمسلمين سواء، وكانوا في ذمة المسلمين يحمونهم ويدافعون عنهم، ومن أجل هذا يُسمون «أهل الذمَّة»، وإن لم يقبلوا الإسلام ولا الدخول تحت حكمه ولا دفع الجزية أُعلنت عليهم الحرب وقوتلوا، وفي أثناء القتال يحل للمسلمين أن يقتلوا المحاربين، فأما المرأة والطفل والشيخ الفاني والمقعد ونحوهم فلا يجوز قتلهم، فأما الأسرى فقد أورد فيهم القرآن: ﴿فَإِذَا لَقِيتُمُ الَّذِينَ كَفَرُوا فَضَرْبَ الرِّقَابِ حَتَّى إِذَا أَثْخَنْتُمُوهُمْ فَشُدُّوا الْوَثَاقَ فَإِمَّا مَنًّا بَعْدُ وَإِمَّا فِدَاءً حَتَّى تَضَعَ الْحَرْبُ أَوْزَارَهَا ذَلِكَ وَلَوْ يَشَاءُ اللَّهُ لَانْتَصَرَ مِنْهُمْ وَلَكِنْ لِيَبْلُوَ بَعْضَكُمْ بِبَعْضٍ وَالَّذِينَ قُتِلُوا فِي سَبِيلِ اللَّهِ فَلَنْ يُضِلَّ أَعْمَالَهُمْ ۝٤﴾ (سورة محمد). والفقهاء يختلفون في حكم الأسرى؛ وهذه الأمور متروكة للإمام يتصرف في كل حالة حسب ما يحيط بها من ظروف مشددة أو مخففة، وإذا استرق الأسرى أو أهل البلد المفتوح وزعت توزيع الغنائم، فتُخمَّس، ومعنى ذلك أن يعطى خمسها لليتامى والمساكين وابن السبيل، وأربعة الأخماس تعطى للغانمين: للراجل سهم وللفارس سهمان. وكان بعض الفتح الإسلامي يستتبع رقَّاً، وهذا الرق كان له أثر في عملية المزج بين الأمم.

### تأثيرالرقفي المزج بين الأمم في البلاد المفتوحة
كان الرق نظاماً شائعاً في العالم، وكان العرب في جاهليتهم يغزو بعضهم بعضا، فيكونون أرقاء، وكان لهم أسواق يُباع فيها الرقيق؛ وكثير من الصحابة جرى عليهم الرق كبلال الحبشي، وسلمان الفارسي، وصهيب الرومي. ولما انتشر الإسلام لم يعد يُقبل من العرب إلا الإسلام أو القتال، ولما كثرت الفتوح كثر الاسترقاق من الأمم المفتوحة، وقد أوجب الإسلام حسن معاملة الرقيق، وحبب إلى المالك العتق، وجعله كفارة عن كثير من الجرائم. لكن تبقى هناك صلة بين المعتِق والمعتَق تسمى "الولاء" وهناك نوع آخر من الولاء وسببه إن يسلم رجل على يد رجل آخر. فنتج من هذا أن البيت العربي دخلت فيه عناصر أخرى فارسية أو رومانية أو سورية أو مصرية، فصار البيت العربي مختلطاً، هؤلاء الأرقاء والموالي أنتجوا في الجيل الثاني لعهد الفتح عدداً منهم من يُعدّ من سادات التابعين، وخير المسلمين.

### دخول البلاد المفتوحة في الإسلام[10]
دخل في الإسلام كثير من أهل البلاد المفتوحة، وامتزجوا بالعرب كأنهم منهم، وقد كان الباعث للناس على الدخول في الإسلام مختلفا، فمنهم من دخل فيه مؤمناً بحسن مبادئه وصدقها، وساعد على ذلك بساطة العقيدة الإسلامية وسهولة فهمها، ومنهم من دخل فيه فرارا من الجزية، ومنهم من كان يسلم فرارا لما يشعر به من المهانة، فالإسلام هو الدين الذي يعتَز من انتسب إليه.

### الاختلاط في السكنى
بعد الفتح صارت البلاد مسكونة بالفاتحين والمفتوحين جميعا، فكان هذا عامل من عوامل المزج، وسائر البلاد أصبح فيها العنصر العربي والاجنبي ممتزجين تمام الامتزاج، في فارس والشام ومصر والمغرب، حتى جزيرة العرب نفسها لم تعد جزيرة العرب بل صارت جزيرة المسلمين جميعا؛ فقد كانت «المدينة» مقر الخلافة في عهد الفتوح الكبرى  أضف إلى هذا أن مكة والمدينة كانت مقصد الحجاج والزائرين من الداخلين في الإسلام من بقاع الأرض وهكذا جعل جزيرة العرب شائعة بين المسلمين، وشأنها في ذلك شأن الممالك الأخرى المفتوحة. كل هذه العوامل كان لها الأثر في الامتزاج وقانون الفرس والروم امتزجا بالأحكام التي أوضحها القرآن والسنة، وكانت الأمم المفتوحة أرقى من العرب مدنية وحضارة وكان العرب هم العنصر القوي الفاتح فسادت في البلاد المفتوحة النظم التي كانت متبعة من قبل الفتح، كنظام الدواوين ونحوه، وكذلك كانت النظم السياسية متضاربة: فرس لهم نظام وروم لهم نظام مغاير، ولغة عربية وفارسية وقبطية ويونانية وعبرية؛ والعرب انتصروا في شيئين عظيمين: اللغة والدين؛ فقل من بقي من سكان هذه البلاد على دينه الأصلي.

## أشهر الامصار التي انتشر فيها الإسلام
الأمصار التي فتحها المسلمون
لم يكن الفتح الإسلامي سلباً ونهبا وتدميراً وإنما كان فتحاً منظماً يسير فيه القُرّاء والقانونيون والمعلمون مع الجند الفاتحين. وكانت الفتوحات سبباً في نشر الإسلام لأن القُوَّاد العرب كانوا يقيمون المساجد في بعض المدن الكبيرة.

### العراق
هو الجزء الجنوبي من وادي دجلة والفرات، تعاقبت فيه الأمم المتحضرة كالبابليون والآشوريون والكلدانيون والفرس واليونان، كان أكثر سكان العراق من الفرس، وكان الموالي هم القائمين بالحرف والصناعات والتجارة، أما العنصر السائد المشرف على الأمر هم العرب. والعرب فيه أقلية، كقبيلة بكر وربيعة في المناذرة، واليمنيون والنزاريون في البصرة والكوفة. فإذا قيل العراق معناه البصرة والكوفة. أما الكوفة وأشهر علمائها :الشعبي والنخعي وأبو حنيفة النعمان وأما البصرة وأشهر من خرجت من العلماء في العصر الأموي هم الحسن البصري وابن سيرين و«جماعة إخوان الصفا» أما في بغداد فهي حاضرة العلم في حينها وأهم ما حوته هو «بيت الحكمة» التي أنشأها هارون الرشيد، وأصبحت بغداد أهم مركز للحضارة والثقافة في الدولة الإسلامية، بل في العالم كله فقد كان يسكن العراق أمم مختلفة، وكان يسكنه قبيل الفتح الإسلامي بقايا من الكلدان والسريان، والعرب من إياد وربيعة، وكانت مدنية الفرس غالبة عليه، وأخذ طائفة من الكتبة ينقلون الثقافة الإسلامية من وإلى الفرس منهم. وهكذا تمتزج في العراق كل الثقافات، وتعرض كل الآداب.

#### الكوفة
وقد نزل بالكوفة كثير من أصحاب رسول الله كعلي بن أبي طالب وابن مسعود وكان سادس من أسلم مع رسول الله وشغف بالقرآن يحفظه ويتفهمه؛ وقد بعثه عمر بن الخطاب إلى أهل الكوفة يعلمهم، فأخذ عنه كثير من الكوفيين، وكان يعلم الناس القرآن ويروي أحاديث سمعها من رسول الله صلى الله عليه وسلم.

#### البصرة
وكذلك نزل بالبصرة عدد كبير من الصحابة، أشهرهم أبو موسى الأشعري، وأنس بن مالك. وكان أبو موسى يعد من أعلم الصحابة، وقدم البصرة وعلًم بها فقد كان فقيها ومحدثاً، وأما أنس بن مالك فقد نزل بالبصرة وعمر فيها طويلاً، وتوفي سنة 713 م، وتبعهم الحسن البصري وابن سيرين، فأبو الحسن كان مولى لزيد، وسيرين أبو محمد كان مولى لأنس بن مالك. وذهب بعضهم إلى التدوين للعلوم والأخبار منذ منتصف القرن الثاني للهجرة في كثير من البلدان كاليمن والحيرة، وقليلا في الحجاز، فالحميريون دونوا كثير من أخبارهم وحوادثهم، ونقشوها على الأحجار، واتخذ الرسول كتبة للوحي، فكانوا يكتبون على الرًقاع والأضلاع وسعف النخل ثم جمعت في عهد أبي بكر، أي أن التدوين لم ينشأ في العصر العباسي وإنما قبل ذلك بكثير ولكن ما كُتبَ في عصر الامويين لم يصل منه إلى أيدينا إلا القليل.

### مصر
أصبحت مصر منذ دخول العرب إليها مركزا في المملكة الإسلامية وكان من الصحابة الذين نزلوا بمصر عبد الله بن عمرو بن العاص وكان أشهر الناس حديثاً عن رسول الله صلى الله عليه وسلم، فقد أخذ عنه كثير من أهل مصر، واشتهر بعد الصحابة يزيد بن أبي حبيب، وقال عنه الكندي:إنه أول من نشر العلم في مصر في الحلال والحرام ومسائل الفقه.

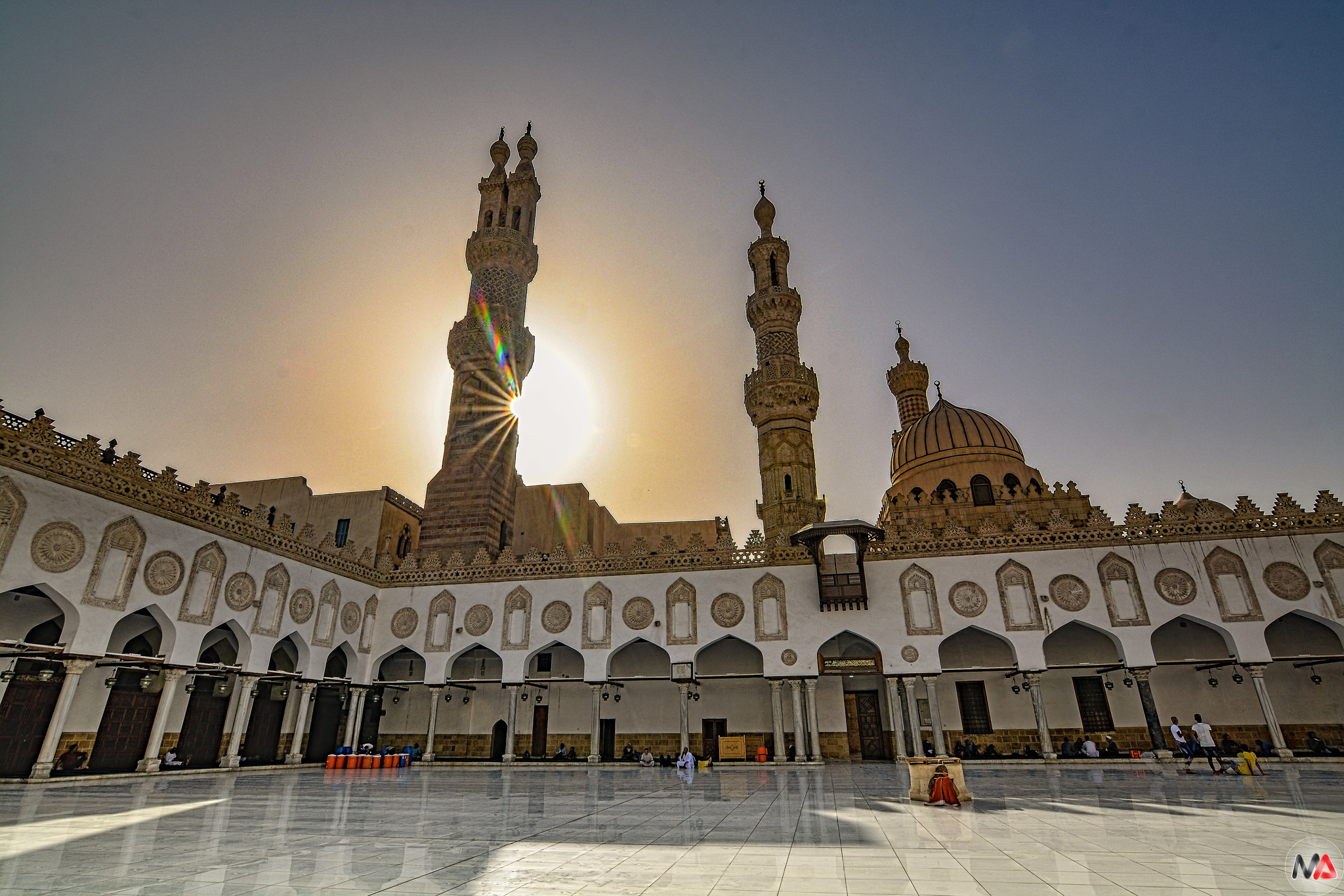
الجامع الأزهر-أكبر المساجد في مصر

فتح المسلمون مصر والثقافة اليونانية والرومانية منتشرة فيها، وأقبل العرب عليها لغناها ودخل كثير من القبط في الإسلام، واختلطت أنساب العرب بأنساب المصريين. فأصبحت مركزاً علميا في المملكة الإسلامية كما هي مركز سياسي ونواة هذه الحركة هم الصحابة الذين جاؤوا لفتح مصر  واستوطنوها. وكان بها ناحية علمية هي امتداد مدرسة الإسكندرية قبل الفتح وحركة لاهوتية طبية فلسفية تُعنى باللغة السريانية. وقد كان قبيل الفتح مكتبات كثيرة، مثل مكتبة الإسكندرية، وحركة دينية كبيرة تدرس القرآن والحديث، أما ثقافة الشعب في القرى والبلدان فهي على النمط القبطي قبل الفتح حتى أُخمدت ثورة القبط وانتشر المسلمون في البلاد عقب 216 هجرية حملوا ثقافتهم الدينية ونشروها في أنحاء القطر. ومن أعلامها «ابن هشام» صاحب السيرة المنسوبة إليه، وأزدهرت الحركة في مصر خلال العهد الطولوني.

### ○الشام

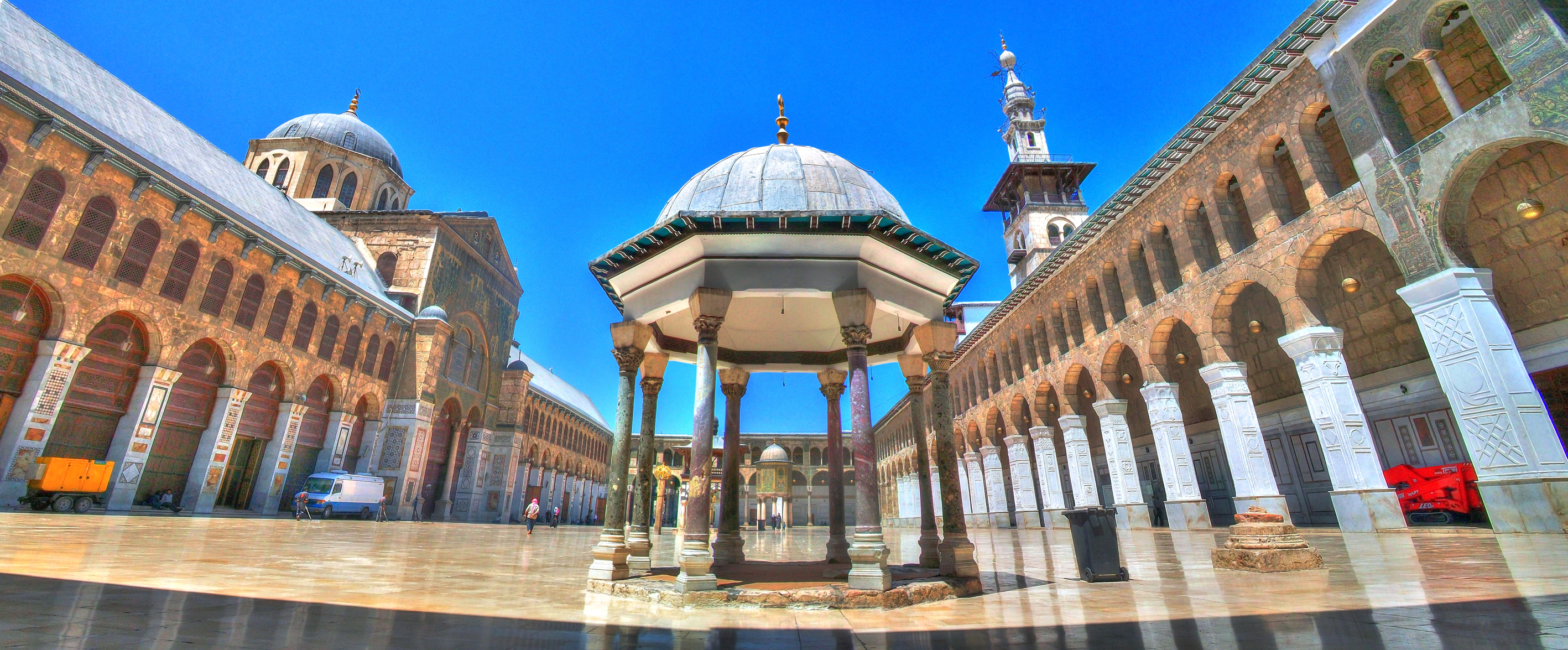
الجامع الأموي، أقدم مساجد دمشق.

تعاقبت عليه المدنيات المختلفة كالفينيقيون و الكلدانيون و المصريون و العبريون و اليونانيون و الرومانيون، واشتهر فيه كثير من المدن، كصُور و أنطاكية و بيروت و دمشق؛ و إمارة الغساسنة التي أنشأها العرب. و قد فتح المسلمون هذه البلاد و عملوا على نشر الإسلام و اللغة العربية فيها ، فأخذ أهلها يتعلمون لغة العرب مع لغتهم الآرامية أو اليونانية؛ وأخذ الإسلام يحل محل النصرانية واليهودية، وقامت المساجد بجانب الكنائس. وأصبحت هي مركز الخلافة في عهد الدولة الأموية. ويذهب بعض الباحثين مثل «جولدزيهر» والمستشرق«سانتلانا» إلى إن الفقه الإسلامي تأثر كثيراً بالقانون الروماني، فقد كانت في الشام مدارس للقانون الروماني عند الفتح الإسلامي واستمرت هذه المحاكم في البلاد بعد الإسلام زمناً طويلاً. وكان بها حركة علمية تتدارس القرآن والحديث ونواتها علماء الصحابة الذين دخلوا الشام عند الفتح. وحركة أدبية من نثر وشعر لقربها من الجزيرة العربية. وأصبحت حاضرة الدولة الإسلامية في العهد الأموي. وأشهر من نبغ منهم عبد الحميد الكاتب.

### بلادالمغرب[16]
كان العرب يطلقون عللى سكانها البربر وكان فتحها بين سنة 26 هجرية إلى 81 هجرية، وبذلوا في ذلك دماء كثيرة. وهي تشمل المملكة الأفريقية والمغرب الأدنى والمغرب الأوسط، ثم جاءت الدولة الفاطمية وكان منشؤها المغرب، فبسطت سلطانها على جميع بلاد المغرب، من حدود مصر إلى المحيط الأطلنطي، وتوالى عليهم أمراء عظام عملوا على نشر الإسلام بين سكان المغرب كحسان بن النعمان الغساني وهو الذي دون الدواوين باللغة العربية في عهد عبد الملك بن مروان، وموسى بن نصير الذي أمر بتعليمهم القرآن واللغة. وقد أخذ أهل المغرب بمذهب ابي حنيفة في الأصول والفروع، وكانت أسباب انتشار الإسلام الأخرى بينهم هي التجارة والمعاملات واختلاط العرب المسلمين بأهلها ووقوعها بين مصر والأندلس، واشتهرت بتقدمها في العلم والأدب والحضارة كالقيروان التي أسسها «عقبة بن نافع» وبنى فيها «المسجد الجامع»، والمهدية التي اخ جداًتطها المهدي رأس الفاطميين، وفاس. واشتهرت هذه المدن بالعناية بالحديث والفقه وخاصة الفقه المالكي كأسد بن الفرات ومن أشهر ملوكهم المعز بن باديس. وفتحوا صقلية. وانتشر فيها الدين والعلم واللغة العربية سريعا حتى أصبح أكثر أهلها مسلمين وبنوا فيها المساجد والجوامع.

### فتح الأندلس[18][19]

فاتح الاندلس القائد العربي المسلم موسى بن نصير

في سنة 91هجرية أُرسل موسى بن نصير عاملاً على أفريقيا وعزم على فتح الأندلس، وكان أبرز قادة الفتح «طارق بن زياد» وأسباب انتصار العرب المسلمين في الفتح يعود لحسن سمعتهم وشجاعتهم واستماتتهم في نشر الدعوة. وقد سادت في الأندلس العناصر التالية: العرب والبربر و«الأسبان» وهم مسحييون كاثوليك، والمسلمون المولّدون من تزاوج العرب بالبربر. وبقيت الأندلس ولاية تابعة للخلافة الأموية في دمشق، ثم تولى زمام الأمور فيها«عبد الرحمن الداخل» الذي أسس دولة متينة الأركان، ومن بعده عبد الرحمن الناصر الذي حكم خمسين سنة، وكان أعظم الأمويين في أسبانيا، حيث ازدهرت الحضارة الأندلسية في عهده وفاقت قرطبة كثيراً من مدن أوروبا، وقد تغلب العرب والبربر الفاتحين على الإسبانيين، وبدخول العرب والمغاربة فيها باتت مسكن كثير من الأوربيين والآسيويين، ولم يتغلبوا بالسيف وحده، بل تغلبوا أيضاً بروحهم ولغتهم ودينهم، حتى دخل كثير من الإسبانيين في الإسلام، أضف إلى ذلك الأثر الذي أحدثته فلسفة ابن رشد لدى أوروبا والذي كان عن طريق الأندلسيين. وكانت للأندلسيين صفات خاصة كعلوَّ الهمَّة والرغبة في العلم والرغبة في التفوق والذكاء. وأبرز من رحل اليها من العلماء «أبو علي القالي» الذي ينشر العلم في الأندلس فكان هو أول من وضع أساساً للثقالة المشرقية في الأندلس في اللغة والأدب. وعاشت الحضارة الأندلسية زهاء ثمانية قرون وأثرت بقوة من خلال الاحتكاك بين الشرق والغرب، نشأ التصوف في الأندلس في القرن الثاني بعد الفتح الإسلامي، الذي كان مزيجاً من تعاليم الإسلام وتعاليم الأفلاطونية واليونانية، وأبرز أئمة التصوف الأندلسيين هو محي الدين بن عربي الذي نشر تصوفه في الشرق والغرب، ولا يكاد يخلو عصر من عصور الأندلس من الصوفية. ومنهم من رحل لتعلم الفقه والنحو والتفسير والحديث، حتى تكونت لديهم طبقة من العلماء والمحدثين كأبن القوطي، وابن حزم، وابن عبد ربه وابن مالك صاحب الألفية،

## الفتوحات الإسلامية للبلاد الأعجمية وأثرها على المسلمين

### الفرس وأثرهم[21]
أصبحت فارس ولاية إسلامية ووقع كثير منهم أسرى في أيدي العرب ودخل كثير من الفرس في الإسلام، وتعلم كثير منهم العربية، ففهموا الإسلام بالقدر الذي يسمح به دين قديم اعتنقه قومه أجيالا، كان من أثر ذلك طبيعيا أن تدخل في الإسلام تعاليم جديدة، ونزعات دينية جديدة، ظهر أثرها فيما بعد، وأظهرها في الإسلام التشيع والتصوف. وتأثر المسلمون كذلك بالأدب الفارسي أكثر من تأثرهم بالفلسفة اليونانية؛ لأنه أقرب إلى العقل العربي؛ مثل كتاب «الادب الصغير والأدب الكبير» لابن المقفع والعيون والأخبار لأبن قتيبة، والتاج والعقد الفريد. وأخذ العرب كثيرا من النغمات الفارسية، ومجالس الغناء والاجتماع لسماعه، الديانة الزردشتية كانت هي الديانة السائدة في فارس وما حولها في عهد الكيانيين إلى ان انتصر الاسكندر 331 ق.م ثم انتعشت في عهد الاسرة الساسانية سنة 226م وظلت هي ديانة الفرس إلى الفتح الإسلامي فاعتنق كثير منهم الإسلام. ومن المذاهب الأخرى التي كانت موجودة هي المانوية التي كانت تمزج بين الديانة النصرانية والزردشتية، وكانت هنالك أيضا الديانة المزدكية التي كان مؤسسها يشتهر بتعاليمه الاشتراكية، وقد عاملهم المسلمون في الفتح معاملة أهل الكتاب، وعدوا كتابهم كأنه كتاب منزّل. وقد وصل إلى المسلمين في العصور الأولى الإسلامية كتب فارسية كثيرة؛ وإن كثير من الشعراء والأدباء كانوا ينزلون فارس ويخالطون أهله، فكان لها الأثر في شاعريتهم، فقد نزل العراق كالأمام أبو حنيفة النعمان، وحمّاد الرّاوية جامع المعلقات  وسيبويه والكسائي وأبو العتاهية وجرير والفرزدق  والبلاذري وابن قتيبة المؤرخ كل هؤلاء كان لهم أثرٌ كبير في الثقافة العربية الإسلامية. وقد انتشرت الثقافة الفارسية في العصر العباسي انتشاراً عظيماً، لأن أكثر الوزراء في العراق كانوا فرساً فنشروا الثقافة العامَّة، وضمَّوا إلى الآداب العربية الآداب الفارسّية، كالألفاظ اللغوية التي تسربتْ إلى اللغة العربية وحكمة وشعراً ونثراً فيها العنصر الفارسي واضحٌ جليٌّ.

### التأثير الروماني-اليوناني[21]
إن الفتح الإسلامي  الثقافة اليونانية والرومانية التي كانت منتشرة في مصر والشام والعراق أصابتها دهشة الفتح وخضعت لقوة الحركة الدينية، فلما هدأت النفوس أخذت هذه الثقافة تستعيد نشاطها بعد أن صُبغت بالتعاليم الإسلامية، وعُدَّلت حسب ما يتفق والإسلام. فتح المسلمون بلاد الروم وهي مملوءة بالنصارى في مصر وبلاد المغرب والاندلس والشام، وكانت النصرانية عند الفتح منقسمة إلى جملة طوائف أشهرها: اليعاقبة والنساطرة والملكانية التي كانت منتشرة في بلاد المغرب وصقلية والأندلس والشام" فكان كثير من رجال الدين فلاسفة كالاب أوغسطينوس(354-430م) وكانت الإسكندرية هي المركز الجغرافي لمزج الدين بالفلسفة، فسهل الأتصال والأمتزاج، وقورن بين الآراء المختلفة، حيث تقابلت في الإسكندرية آراء الشرقيين والغربيين "اليونان" وأمتزج روح اليونان بروح المشارقة، فأستخرجت العقائد الدينية والنظم الفلسفية التي بلغت الذروة في مذهب الغنوسطية والأفلاطونية الحديثة ولذا أمتاز هذا العصر بميل الفلسفة إلى الدين وميل الدين إلى الفلسفة. ثم دخل المذهب الافلاطوني في الإسلام عن طريق فريق من المعتزلة والحكماء والصوفية، ومنهم أخذت جل أفكارهم جماعة "أخوان الصفا "وغيرهم. فنستطيع أن نفهم أن الثقافة اليونانية كانت منتشرة في العراق والشام والأسكندرية ومن أشهرهم الأخطل والقَطامي. وأن المدارس أنتشرت فيها على يد السريانيين ثم أصبحت هذه المدارس تحت حكم المسلمين. وامتزج الحاكمين بالمحكومين فكان من نتيجة هذا التزاوج الثقافة العربية أو الإسلامية، ونتجت المذاهب الدينية والفلسفة الإسلامية والحركات العلمية والفنون الأدبية. منها: شعر الملاحم كالإلياذة والأوديسة والشعر الغنائي والتمثيلي. لكن على الجملة كانت الأداب الفارسية أكثر تأثيراٍ في الأدب العربي من الآداب اليونانية. فقد كان لهذه الثقافة أثر كبير في المسلمين، ومما زاد في أثرها أن اتصال المسلمون بها صاحب عصر تدوين العلوم العربية، فتسربت الثقافة اليونانية إليها، وكان لهم فنون من غناء وتصوير فكان العرب يستخدمون ماأقتبسوا استخداماً صالحاً، كالحِكم فقد تُرجمت حِكمٌ نسب لفيثاغورس، وسُقراط، وأفلاطون ومُلئت كتب الأدب بها، وأشهر من يمثل هذه الثقافة "حُنين بن إسحاق".

### الترك[22][23]
كان وجود عنصر الاتراك له أثر كبير في تاريخ الأمة الإسلامية وقد أقدم الخليفة المعتصم بالله على الترك 220هجرية وذلك لحماستهم تجاه القتال، فهم أشدّاء أصحاء كما تستلزمه طبيعة بلادهم،  ولأن أم المعتصم أصلها تركي وقد استكثر منهم حتى ملؤوا بغداد. وكانوا في أول أمرهم قوة للدولة، وبسببهم يرجع انتصارهم على الروم في وقعة عمّورية 233هـ، وأخذ التاريخ الإسلامي يصطبغ بالصبغة التركية، وأبرز من يمثلهم في الدولة الإسلامية بن طولون وبغا الصغير وبغا الكبير، فكانوا القابضين على زمام الدولة في ذلك العصر. وأمتازوا بالبسالة في الحروب، وتأييد الخلفاء، وكان لقبضهم على زمام الحكم أثر في دخول كثير منهم في الإسلام وانتشارهم في المملكة الإسلامية. وقد لوّنوا الحياة الاجتماعية، بما عرف عنهم من جمالٍ ونظافة، وأهم ما أثرّ به الأتراك هو إلغاء سلطان المعتزلة وإعلاء شأن المحدثين، واضطهاد اليهود والنصارى.

### فتح الهند[25]
لما فتح المسلمون فارس والعراق فكّروا في الهند، سنة 89 هجرية وجه الحجاح بفتح بلاد الهند فاجتاوزا مدينة الديبل وبنى فيها مسجدا وهدم معبد بوذا وواصل زحفه حتى بلغ نهر السند، وأستولى على كثير منها صلحاعلى أن يعاملوهم معاملة اليهود والنصارى. وكان بعض الفاتحين أنفسهم من العلماء، فلم يكن الجيش الإسلامي فاتحاً فقط، بل ناشراً للدعوة ومعلماً. أثر الهنود في الثقافة الإسلامية من ناحية مباشرة: وذلك لاتصال المسلمين بالهند من طريق التجارة، والفتح العربي.  فقد كانت لهم عادات  وتقاليد ونظم. فإماتة الحيوان محظورة عليهم، وكانت هذه التعاليم هي التي أثرت في جملة من العرب أشهرهم أبي العلاء المعريّ فحرّم على نفسه اللحم وكره ذبح الحيوان.
وكان تأثير الهند من نواح أهمها: الإلهيات، الرياضيات والنجوم والأدب، وكان لمسألة تناسخ الأرواح أثر كبير في المسلمين،  وهذه النظرية (إن الأرواح لا تموت، لكنها تنتقل من بدن إلى بدن)، التي لعبت دوراً هاماً في المذاهب الإسلامية والتصوف. مثل  أبو مسلم الخرساني، والرازي. ونظرية التناسخ تُسلم إلى مذهب الحلول. وكان لهذا كله أثر في  مذهب الصوفية. و«السمنية» وهو من مذاهب الهند القائلة بالتناسخ. وأبرز ما تأثر به المسلمون:
- الرياضيات :  وكان ما أخذوه عنهم كتاب"براهمَسبهطسدهَانتْ"، للفلكي "برهمبكت"، فقد كلف أبو جعفر المنصور بترجمته إلى العربية واستخدامه في حساب حركة الكواكب،  "[26]، وبعض المصطلحات الرياضية كلفظة "الجيب" في حساب المثلثات.
- الأدب: كان من أتى بغداد من أطباء الهند  يحملون معهم كتباً في مواضيع شتى منها الأدب.. كان عندهم نحو وصرف وشعر وولع بالشعر والنَّظم، ووضعوا للشعر بحورا وأوزاناً.
- .القصص الهندي: وقد أولع به العرب، حيث أن أصل «كليلة ودمنة» هندي نقل إلى الفارسية، ثم نقل إلى العربية مع زيادات على الأصل الهندي، وقصة السندباد نقلت إلى العربية،[27] و.الحِكَم: فهو نوع يتفق والذوق العربي، لتشابهه مع الأمثال العربية، التي أولع بها العرب،  كل هذه كانت عنصراً هامّاً من عناصر الآداب العربية

### السندوأفغانستان
وقد قامت فيهم الدولة الغزنوية من سنة 351هجرية إلى إلى 582هجرية. ومن أشهر رجال هذه الدولة بل من أشهر أعلام الإسلام «محمود بن سُبُكْتِكِيْن» الذي وسع فتوحه إلى ما وراء كشمير وبنجاب، وبخارى وما وراء النهر. وامتدت مملكته من لاهور إلى سمرقند إلى أصفهان العراق، وقد نبغ فيهم الكثير من رجال العلم وكان فيهم خلق وجلادة، واغلبهم على مذهب الحنفية، ومنهم سعيد السجزي القاضي الحنفي وأبو أحمد بن أحمد السجزي، وكان من أهل العلم وسمع الحديث بخراسان والعراق.
أما أفغانستان فمن أشهر مدنها قُندهار، وكابل ونسب إليها جمعً من المحدثين. وقد احتاط بهم كثير من علماء الدين، وكان أكثر مذاهبهم أصحاب حديث. وأبرز من مثلهم هو "البيروني" الذي نبغ في الفلك والعلوم
- سواريس دي أزيفيدو، ماتيوس. رجال كتاب واحد: الأصولية في الإسلام والمسيحية، الحكمة العالمية، 2011.

## وصلات خارجية
- حال البشرية في غياب الفتوحات الإسلامية - د. إياد قنيبي
- كتاب:انتشار الإسلام بحد السيف بين الحقيقة والافتراء، د. نبيل لوقا بباوى
- كتاب: الدعوة إلى الإسلام، سير توماس أرنولد
- سياسيون يشيدون بدور «الإخوان» في نشر الإسلام بأفريقيا، إخوان أون لاين، 17 أغسطس 2009